# Вестерторп (станція метро)
59°17′28″ пн. ш. 17°58′00″ сх. д. / 59.291111° пн. ш. 17.966667° сх. д.
«Вестерторп» (швед. Västertorp) — станція Червоної лінії Стокгольмського метрополітену, обслуговується потягами маршруту Т14.
Станція була відкрита 5 квітня 1964 року у складі першої черги Червоної лінії від Т-Сентрален
.
Відстань до Слюссена становить 7,4 км.
Пасажирообіг станції в будень —	4,050 осіб (2019)
.
Розташування: мікрорайон Вестерторп, Седерорт. 
Конструкція: відкрита наземна станція з однією острівною платформою на дузі.

## Операції
| Попередня станція               | Лінія | Лінія     | Лінія | Наступна станція |
| ------------------------------- | ----- | --------- | ----- | ---------------- |
| Гегерстенсосен до Мербю-сентрум |       | Лінія T14 |       | Фруенген Кінцева |